# Mười hai sứ đồ của México

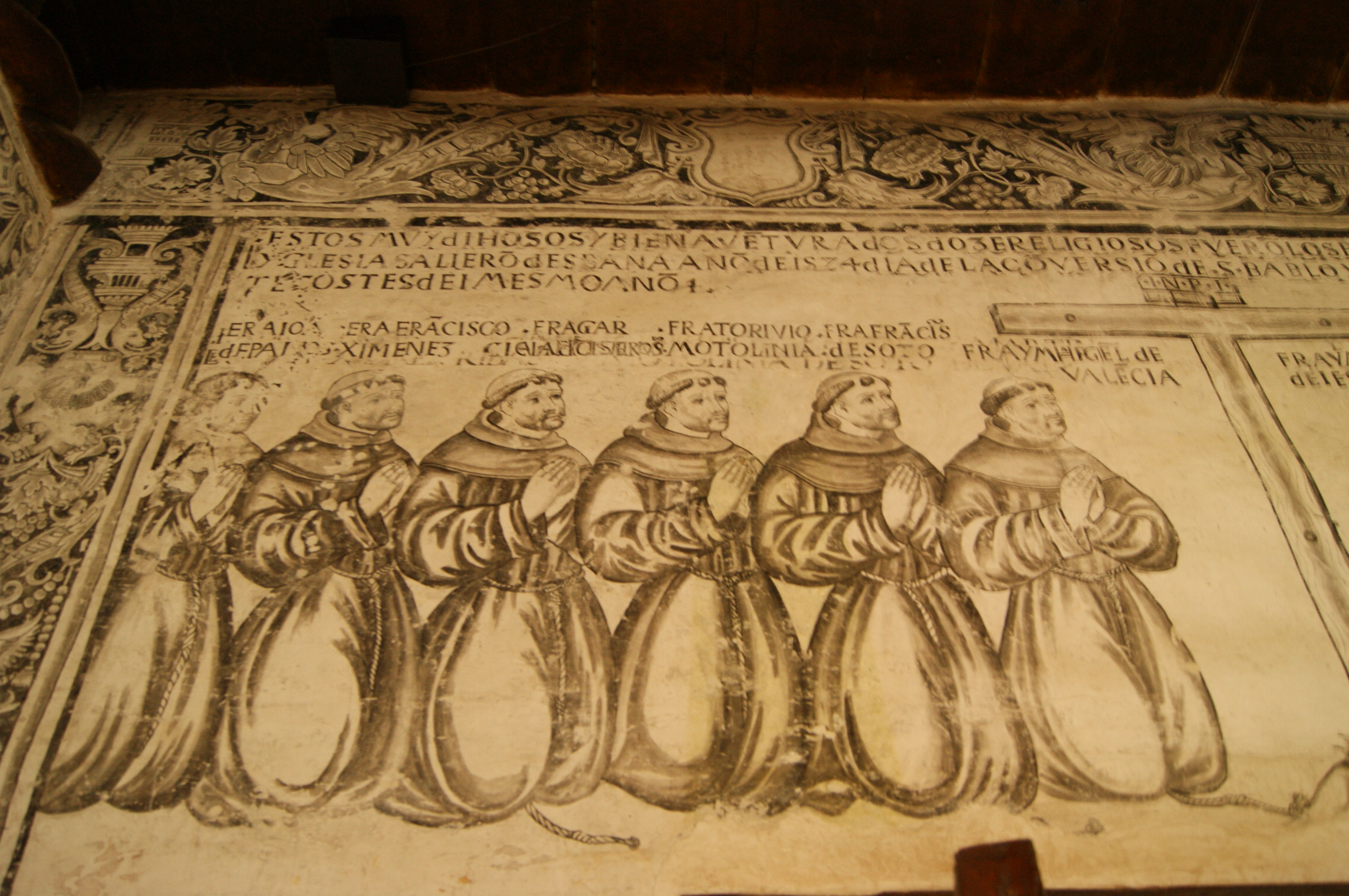
Sáu trong số mười hai sứ đồ đầu tiên của Mexico, tranh tường ex-conveto tại Huexotzinco.

Mười hai sứ đồ của Mexico hay mười hai sứ đồ của Tân Tây Ban Nha (Tiếng Tây Ban Nha: Doce apóstoles de México) là nhóm mười hai nhà truyền giáo thuộc dòng Phan Sinh đến thuộc địa Phó vương quốc Tân Tây Ban Nha mới thành lập vào ngày 13 hoặc 14 tháng 5 năm 1524, từ đó họ đến Thành phố Mexico vào ngày 17 hoặc 18 tháng 6, với mục đích thu phục dân cư bản địa sang Cơ đốc giáo. Conquistador Hernán Cortés là người đã thỉnh cầu các giáo sĩ Dòng Phan Sinh và Dòng Anh Em Giảng Thuyết khai minh cho người Anh-điêng. Tuy rằng số lượng còn ít, sự kiện này có ý nghĩa tôn giáo to lớn và đánh dấu sự khởi đầu của công cuộc Cơ-đốc hóa có hệ thống người Anh-điêng ở Tân Tây Ban Nha.